# Heteropanax yunnanensis
Heteropanax yunnanensis är en araliaväxtart som beskrevs av G.Hoo. Heteropanax yunnanensis ingår i släktet Heteropanax och familjen Araliaceae. Inga underarter finns listade.